# Cenedaeus horvathi
Cenedaeus horvathi är en insektsart som beskrevs av William Lucas Distant 1908. Cenedaeus horvathi ingår i släktet Cenedaeus och familjen dvärgstritar. Inga underarter finns listade i Catalogue of Life.